# 胡志明市證券交易所

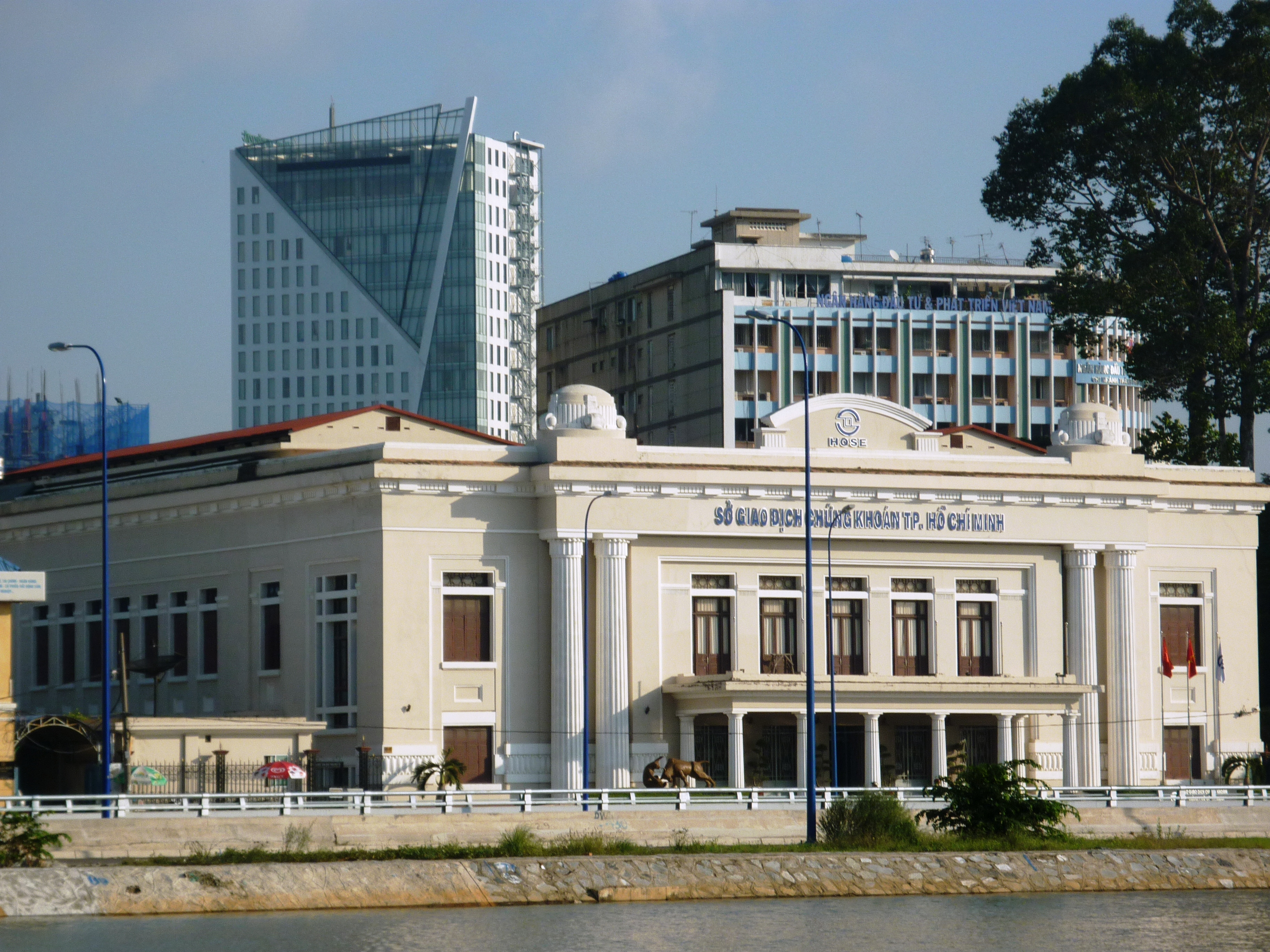

胡志明市證券交易所（縮寫：HOSE、HoSE、HSX）是胡志明市的證券交易所，成立於1998年，為越南第一家證券交易所。2006年末時之總市場資本為越南盾140億，佔越南GDP的22%。交易所在2010年更名前原名為胡志明市證券交易中心（Trung tâm Giao dịch Chứng khoán Thành phố Hồ Chí Minh，縮寫：HoSTC）。

## 历史
胡志明市證券交易中心位於胡志明市中心的第一郡，所在建築是前越南共和國國會上議院的議場。1998年根据No. 127/1998/QD-TTg号总理令成立，2000年7月20日正式開幕，同年7月28日開始進行買賣。
剛開始只有機電工程股份公司（REE）和遠通無私股份公司（SACOM）兩家股份有限公司掛牌上市，且限制外商公司最多只能購買股票所有權的20%、政府債券的40%。2003年6月，越南政府為了活絡股市、提高市場性和清算可能性，頒佈新規定：外國法人的股票所有權提高至30%，以及完全消除債券所有限制，但參加胡志明市證券交易中心交易的公司必須要登記。
2005年末外商公司股票所有權限制又提高至49%，但是外商銀行被限制在30%。2006年末該中心已經有106家股份有限公司與2家投資金融組織掛牌。同年，越南證券委員會發出營業許可證給36家證券公司，根據2007年1月1日起生效的越南證券法，在當地經營的證券公司資本必須超過越南盾2千億以上。
2020年12月23日，越南总理签署No. 37/2020/QD-TTgh号总理令，成立越南证券交易所，胡志明市证券交易所和河内证券交易所成为其下属机构。

## 外部連結
- （越南文）官方網站
- HOSE Live Price
- 東加勒比國家資本市場協會 （页面存档备份，存于）
- 聖文森特和格林納丁斯證券交易所
- SVGEX[永久]